# Kapparot

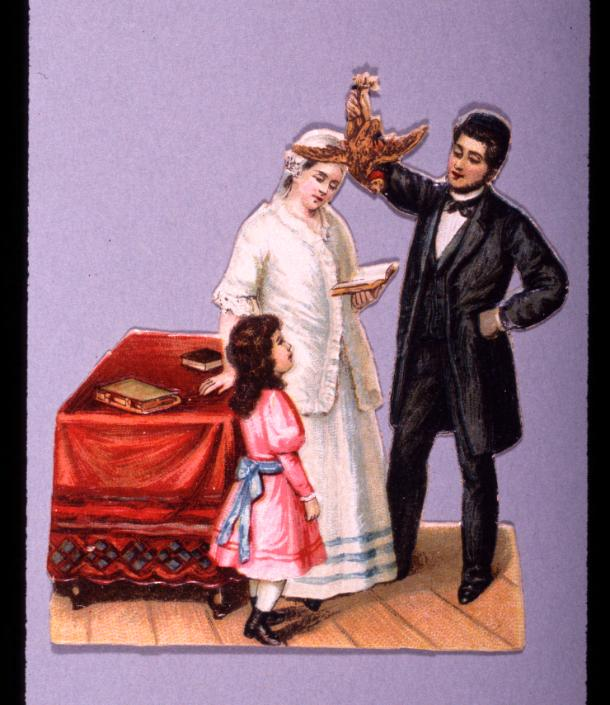
Litografia di un uomo che tiene un pollo sospeso in mano per le kapparot, fine XIX secolo

Le Kapparót (in ebraico כפרות‎?) costituiscono un rituale ebraico di espiazione, praticato da una parte della popolazione ebraica alla vigilia dello Yom Kippur. Durante la pratica si fa roteare un pollo, o del denaro, sopra la testa di una persona. Il pollo è successivamente macellato in accordanza con le regole della halakha. I proventi della vendita del pollo o la sua carne vengono poi donati ai senza dimora o i poveri come atto di carità (tzedakah).

## Etimologia
Kapparah (כפרה‎), il singolare di kapparot, significa 'espiazione', 'coprire', 'epurare', 'fare penitenza', ' riconciliarsi', e deriva dalla radice ebraica k-p-r, che significa 'espiare'.
Secondo James Strong, da kâphar, kaw-far', coprire, specificamente con bitume; figurativamente espiare, o condonare, placare, cancellare, fare (espiazione, purificazione, annullare, essere misericordiosi, pacificare, perdonare, purgare, mettere via, (fare) riconciliazone.

## Pratica

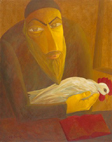
Shochet con gallo di Israel Tsvaygenbaum, 1997

Il pomeriggio precedente a Yom Kippur, viene preparato un oggetto da donare ai poveri per il pasto precedente a Yom Kippur, vengono citati i due passaggi biblici Salmi 107:17-20 e Giobbe 33:23-24, e poi per tre volte viene fatto roteare il dono preparato sopra la propria testa mentre si recita una breve preghiera lo stesso numero di volte.

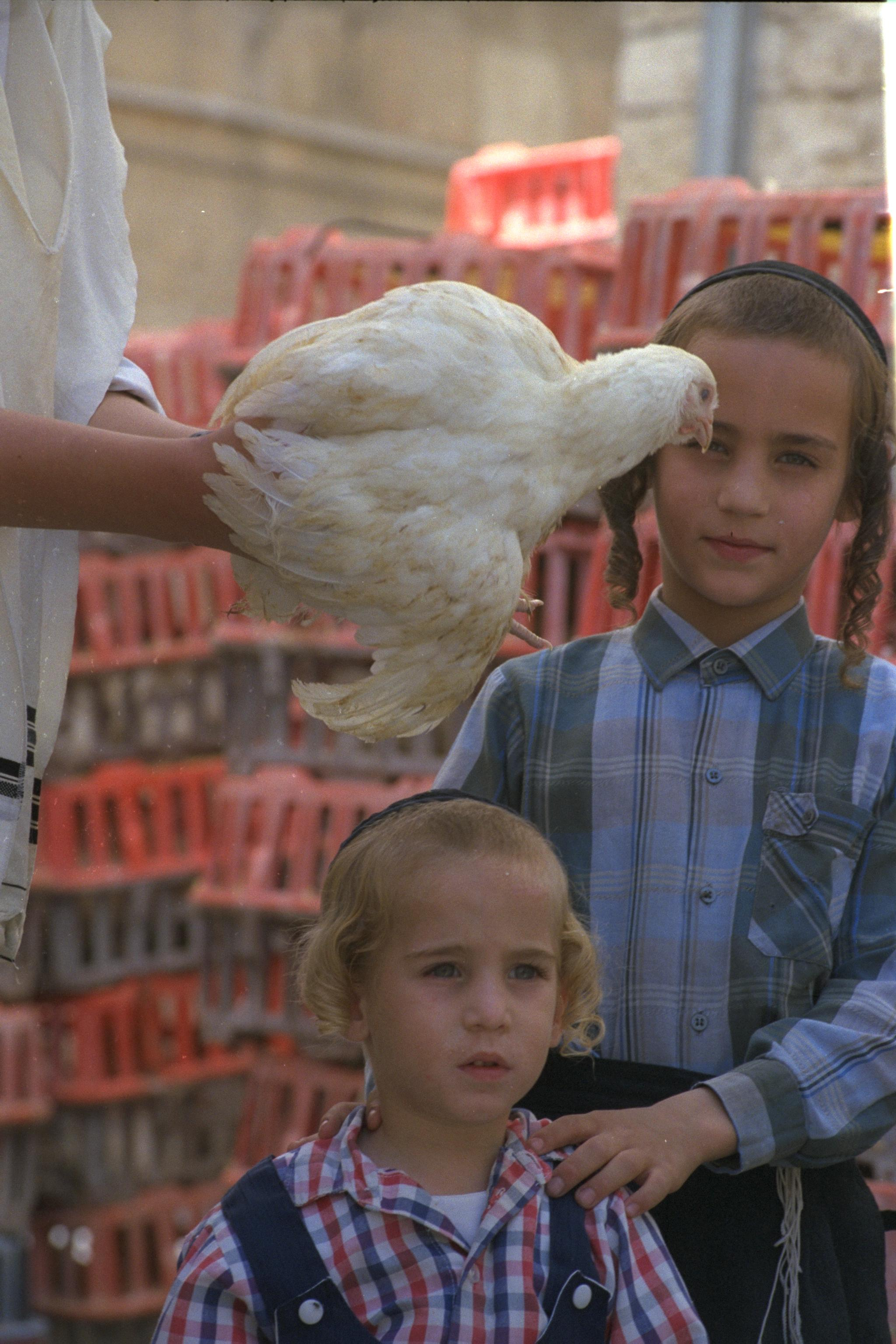
Kapparot alla vigilia dello Yom Kippur

### Uso di un gallo
In una variante della pratica viene donato un gallo (o una gallina, in caso di una donna). L'animale dovrebbe venir roteato vivo sopra la propria testa. Dopo la conclusione del rituale l'animale sarà trattato come un normale prodotto di pollame kosher, ossia macellato secondo le leggi shechita. Sarà poi donato in carità per essere consumato al pasto precedente a Yom Kippur.
La preghiera recitata durante questa cerimonia è la seguente:

### Uso del denaro
In una seconda variante della pratica, un sacchetto di denaro vien fatto roteare attorno alla testa e quindi donato ai poveri.

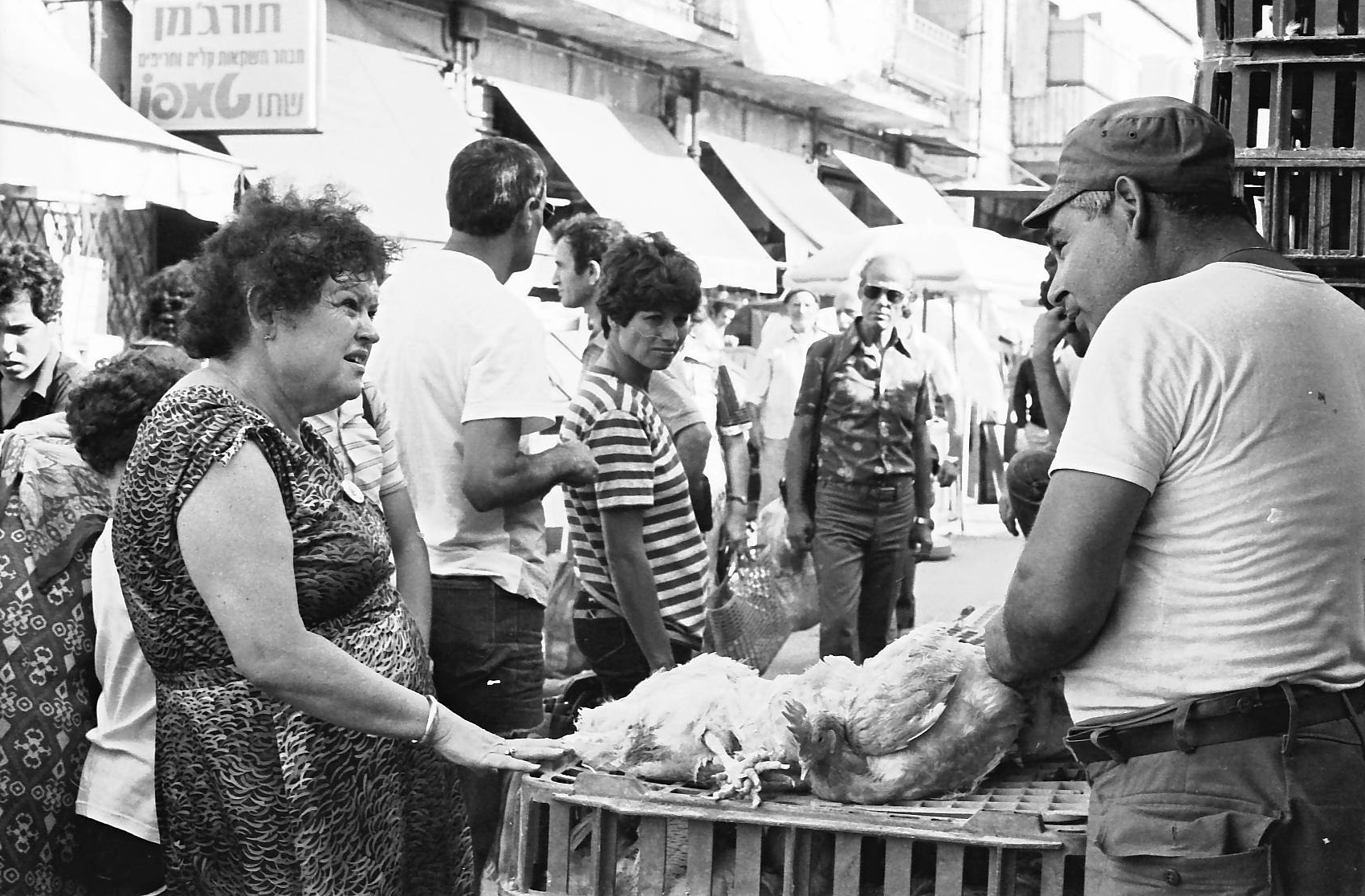
Un venditore al Mahane Yehuda Market a Gerusalemme vende galli per kapparot, il giorno precedente a Yom Kippur.

In questo caso, la preghiera recitata è: